# Àlex Gutiérrez

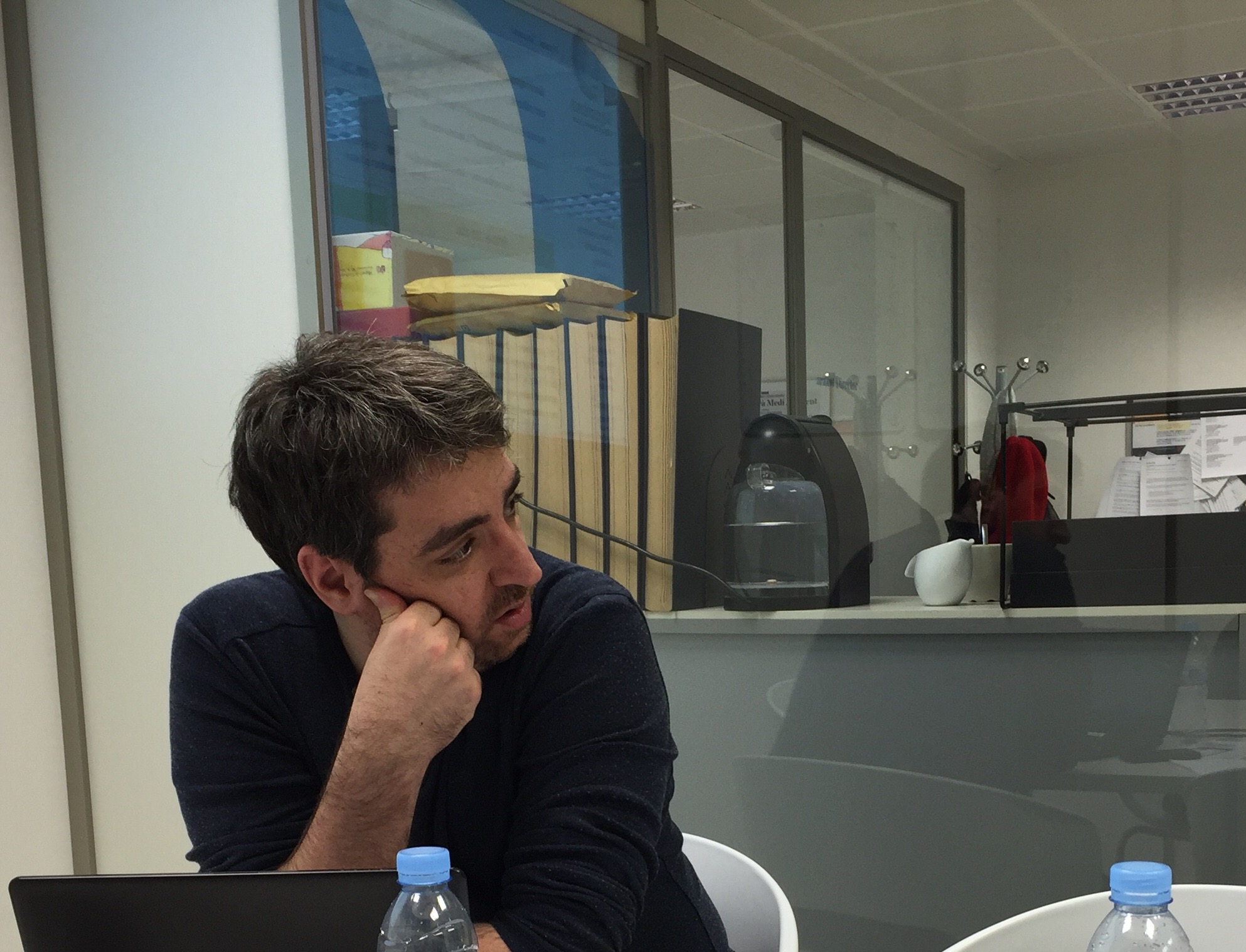

Àlex Gutiérrez i Margarit (Barcelona, 1974) es un periodista español.
Desde 2011 trabaja en el Diario Ara como jefe de la sección Media. También es presidente de la Fundación Escacc, entidad que analiza la industria cultural y mediática de Cataluña. Fue director editorial del grupo Comunicació21, con el que impulsó los portales Comunicació21.cat y Cultura21.cat, la revista Benzina y los periódicos gratuitos Línea Barcelona y Línea Vallès. Paralelamente, también es colaborador de diversos medios escritos y radiofónicos. Actúa como docente en la Universidad Pompeu Fabra.